# Árvore de Natal da Trafalgar Square

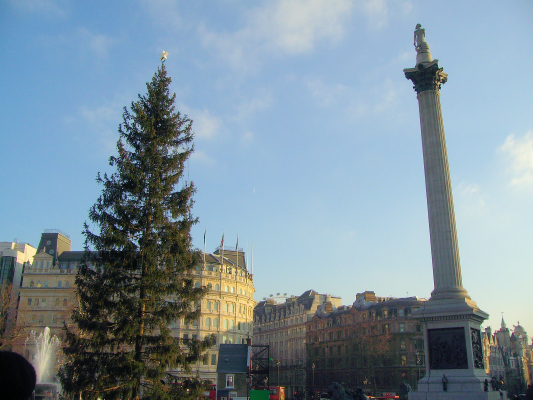
A árvore da Trafalgar (à esquerda) e a Coluna de Nelson (à direita).

A árvore de Natal da Trafalgar Square (do inglês: Trafalgar Square Christmas Tree) é uma árvore de natal doada anualmente pela cidade de Oslo ao povo britânico desde 1947. A árvore, da espécie Picea abies, é instalada na Trafalgar Square e representa a gratidão da Noruega pelo apoio dos britânicos na Segunda Guerra Mundial. Na Noruega, a árvore é conhecida como The Queen of the Forest (Rainha da Floresta).
A árvore de 20 metros de altura é doada ao Reino Unido sempre no mês de Novembro durante uma cerimônia oficial em frente a Prefeitura de Oslo que conta com a presença do Embaixador do Reino Unido na Noruega e do prefeito da cidade. Depois de ser cortada, a árvore é levada de navio para a Grã-Bretanha. 

## Decoração
A árvore chega ao Reino Unido alguns dias depois de ser enviada pela Prefeitura de Oslo. É decorada em estilo norueguês e adornada com cerca de 500 lâmpadas. A Prefeitura de Londres tomou medidas para reduzir o consumo de energia e em 2008, a árvore foi decorada com lâmpadas de halogênio.

## Meio ambiente
A árvore de Natal permanece na Trafalgar Square até a décima-segunda noite após o Natal. Depois ela é retirada para ser reciclada.